# Léon Job
Léon Job, dit Vernert, né le 11 mai 1830 à Paris et mort le 20 décembre 1874 à Nice, est un peintre français.

## Biographie
Léon Job est le fils de Dominique Job, doreur en orfèvrerie, et de Richarde Vernert.
Élève de Léon Cogniet, il expose au Salon de 1849 à 1870.
Il vit un temps aux États-Unis et voyage sur le continent américain. Il peint les paysages du Brésil, et réalise plusieurs portraits. En 1860, il vit à Philadelphie.
Il collabore avec Le Monde illustré.
Il épouse Lucie Gaudart.
Il meurt à Nice à l'âge de 44 ans.

## Galerie

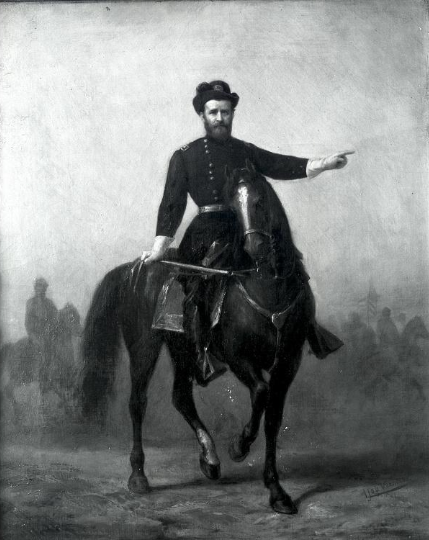
Ulysses Simpson Grant.
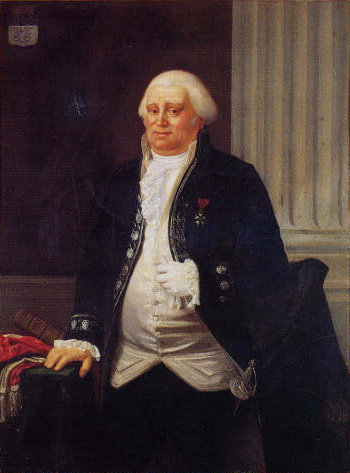
Ponsardin.

## Œuvres exposées aux Salons parisiens
- Portrait de Mlle H. au Salon de 1849
- Portrait de M. M. au Salon de 1849
- Portrait de M. J. B. au Salon de 1849
- Portrait de M. L. O. au Salon de 1850
- Portrait de Mme V. au Salon de 1850
- Portrait de M. C. au Salon de 1850
- Conversion de Marie-Madeleine au Salon de 1853
- L'homme heureux au Salon de 1857
- Jésus-Christ en Flandre ; légende au Salon de 1859
- Au temple pendant la prière au Salon de 1859
- Jeune fille de Brientz (canton de Berne, Suisse) au Salon de 1859
- L'Annonciation, la Visitation, la Nativité au Salon de 1859, cartons
- Scène de la vie de cottage (Etats-Unis d'Amérique) au Salon de 1859
- Echo ! au Salon de 1868
- La sieste au Salon de 1868
- Portrait de Mme P. au Salon de 1869
- Pauvre amour ! au Salon de 1870
- Age primitif ; le premier né au Salon de 1870